# Armand de Caulaincourt
Vous lisez un « bon article » labellisé en 2020.
Pour les articles homonymes, voir Caulaincourt.
Armand Augustin Louis, 5e marquis de Caulaincourt, 1er duc de Vicence, né le 9 décembre 1773 à Caulaincourt et mort le 19 février 1827 à Paris, est un général et diplomate français.
Fils et petit-fils de militaire, issu de la famille de Caulaincourt, une  ancienne famille de la noblesse de Picardie, il entre dans l'armée à l'âge de 14 ans comme cavalier. Aide de camp de son père, Gabriel Louis de Caulaincourt, puis des généraux Aubert du Bayet et d'Harville, il reçoit son premier commandement en 1798 lors de la guerre face à la Deuxième Coalition. Après une première mission diplomatique à Saint-Pétersbourg entre 1801 et 1802, il est nommé successivement aide de camp de Napoléon Bonaparte puis grand écuyer après la proclamation de l'Empire et promu au grade de général de division en 1805. Mêlé indirectement à l'enlèvement du duc d'Enghien, il devient l'ennemi des milieux royalistes qui ne lui pardonneront jamais son implication dans cette affaire.
Homme de confiance de l'Empereur, Caulaincourt est nommé ambassadeur en Russie de 1807 à 1811, période pendant laquelle il noue une amitié sincère avec le tsar Alexandre Ier malgré les tensions entre les deux pays. Diplomate habile, il est chargé de mener les négociations de paix lors de l'armistice de Pleiswitz et du congrès de Prague en 1813, puis lors de la campagne de France en 1814. Ministre des Relations extérieures de novembre 1813 à la première abdication de Napoléon Ier, il occupe de nouveau ce poste pendant les Cent-Jours. Partisan de la paix et fervent défenseur de l'alliance avec la Russie, ce qui lui vaut des accusations de trahison envers l'Empire, il est néanmoins l'un des plus fidèles serviteurs de Napoléon Ier, qui voit en lui « un homme de cœur et de droiture ». Il devient son confident pendant la campagne de Russie. Reconnu pour sa loyauté, Caulaincourt achève sa carrière politique en même temps que celle de l'Empereur après la seconde abdication.

## Biographie

### Jeunesse et engagement dans l'armée
Né le 9 décembre 1773 à Caulaincourt, dans le Vermandois, Armand Augustin Louis de Caulaincourt est l'aîné des cinq enfants (deux fils et trois filles) de Gabriel Louis, 4e marquis de Caulaincourt, officier général, et d'Anne Joséphine de Barandier de La Chaussée d'Eu. La famille de Caulaincourt est une famille de noblesse d'ancienne extraction originaire de Picardie, dont la filiation prouvée remonte à 1380 et qui s'est élevée dans la noblesse par le mariage de son arrière-arrière-grand-père, François-Armand, premier marquis de Caulaincourt, avec Françoise de Béthune, arrière-petite-fille du duc de Sully, ministre de Henri IV,. La famille de sa mère, Anne Joséphine, d'origine savoyarde, appartenant encore à la bourgeoisie au XVIIe siècle, s'est élevée plus tardivement dans les rangs de la société française.
Armand passe son enfance entre le village de Caulaincourt, les villes de garnisons de son père et le château de Versailles, du fait de la présence de sa mère en tant que dame de compagnie de la comtesse d'Artois, Marie-Thérèse de Savoie,. Il est d'abord instruit par un précepteur puis effectue des études au Collège des Doctrinaires de La Flèche,. Fils et petit-fils de militaire, Armand de Caulaincourt s'inscrit dans la tradition familiale et s'engage le 13 janvier 1788, à l'âge de 14 ans, comme cavalier au sein du régiment Royal-Étranger en garnison à Arras. Le colonel en est Théodore de Lameth, un cousin de son père. Après l'intervention de sa mère auprès du ministre de la Guerre, il est nommé sous-lieutenant surnuméraire le 7 juillet 1789 puis confirmé dans ce grade le 4 novembre de la même année.
Son régiment est transféré à Dole l'année suivante mais Armand de Caulaincourt le quitte rapidement et revient à Arras pour devenir l'aide de camp de son père, commandant de la place à partir de mai 1791 et qui sollicite le retour de son fils auprès du nouveau ministre de la Guerre, Louis Le Bègue Duportail. Armand partage alors les convictions de son père et comme lui, il est franc-maçon, membre de la loge La Candeur. Élevé au grade de lieutenant-général au début de l'année 1792, après avoir prêté serment à la Constitution, Gabriel Louis démissionne pourtant de l'armée au moment de la déclaration de guerre à l'Autriche. Pour autant, ni lui ni son fils n'envisagent d'émigrer comme le font de nombreux membres de la noblesse d'Ancien Régime à cette époque.

### Aide de camp et séjour à Constantinople

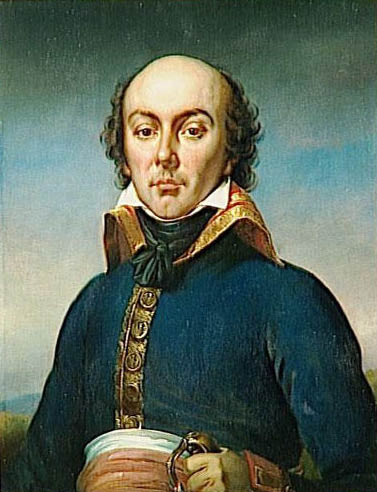
Caulaincourt sert sous les ordres du général Aubert du Bayet, qu'il accompagne à Constantinople.

Sans emploi après le retour de son père à la vie civile, Armand de Caulaincourt se rend à Paris et s'engage le 1er juin 1792 dans la Garde nationale de son quartier, à la section de la Croix-Rouge. Bien que la Garde ait principalement pour mission de maintenir l'ordre public, l'Assemblée nationale y effectue parfois des levées de volontaires pour renforcer les effectifs de l'armée de ligne. C'est ainsi que Caulaincourt rejoint le 24 août 1793 le bataillon de réquisition de Paris en garnison à Cambrai en tant que sergent-major. Au mois de novembre suivant, il sert au 1er bataillon républicain de Paris, toujours à Cambrai, puis intègre le 16e régiment de chasseurs à cheval le 27 janvier 1794, en garnison à Hesdin. En quelques mois, il gravit les différents grades de sous-officier, d'abord brigadier puis maréchal des logis et enfin maréchal des logis-chef dès le mois de mai suivant.
Deux escadrons de son régiment sont affectés à l'Armée de l'Ouest pour combattre l'insurrection vendéenne. Selon certaines sources, au cours du voyage pour rejoindre son affectation, il est arrêté comme ci-devant et suspect puis emprisonné pendant quelques jours à Angers, mais parvient à s'échapper. L'un de ses biographes, Antoine d'Arjuzon, s'interroge sur la véracité de l'anecdote, dans la mesure où Armand de Caulaincourt lui-même n'y fait pas référence dans ses Mémoires. Ce dernier sert ensuite sous les ordres de Lazare Hoche pour disperser les chouans avant de rejoindre le dépôt de son régiment à Soissons afin d'y assurer l'instruction des recrues. Satisfait de ses états de services, Hoche cherche à lui obtenir une promotion auprès du Comité de salut public, en vain. C'est en fait grâce à l'intervention du général Aubert du Bayet, commandant de l'Armée des côtes de Cherbourg, que la carrière militaire de Caulaincourt prend un autre tournant. Ce dernier, ami intime de son oncle le général d'Harville, obtient qu'Armand devienne son aide de camp à compter du 28 mars 1795 et soit nommé capitaine des troupes à cheval, de même que son frère Auguste.
Caulaincourt suit Aubert du Bayet à Paris quand celui-ci est nommé ministre de la Guerre en novembre 1795. À titre personnel, il obtient le grade de chef d'escadron le 25 décembre suivant, tout en conservant son poste d'aide de camp. Aubert du Bayet démissionne le 8 février 1796 puis est nommé ambassadeur de France à Constantinople dans le but de renouer les relations entre la France et l'Empire ottoman qui cherche un appui dans sa lutte contre la Russie. Caulaincourt l'accompagne dans sa mission. La délégation française, qui comprend également les généraux Carra-Saint-Cyr et Menant, est accueillie chaleureusement à Constantinople le 1er octobre suivant. Très vite, Caulaincourt se montre insatisfait de sa mission. Dans les lettres qu'il adresse au général d'Harville et à sa femme, il s'indigne de la misère du peuple ottoman et regrette d'être occupé à des tâches insignifiantes, bien loin des fonctions militaires habituelles d'un aide de camp : « Je ne puis perdre mon temps à rien faire. » Il se plaint également du manque d'action à son poste : « militairement, je crois bien difficile d'être employé utilement ». Par ailleurs, Caulaincourt finit par se brouiller avec Aubert du Bayet et ce dernier le renvoie à Paris six mois plus tard pour accompagner l'ambassadeur ottoman nommé par le sultan Sélim III auprès du Directoire, Morali Seyyed Ali Effendi.

### Retour en France et premiers commandements

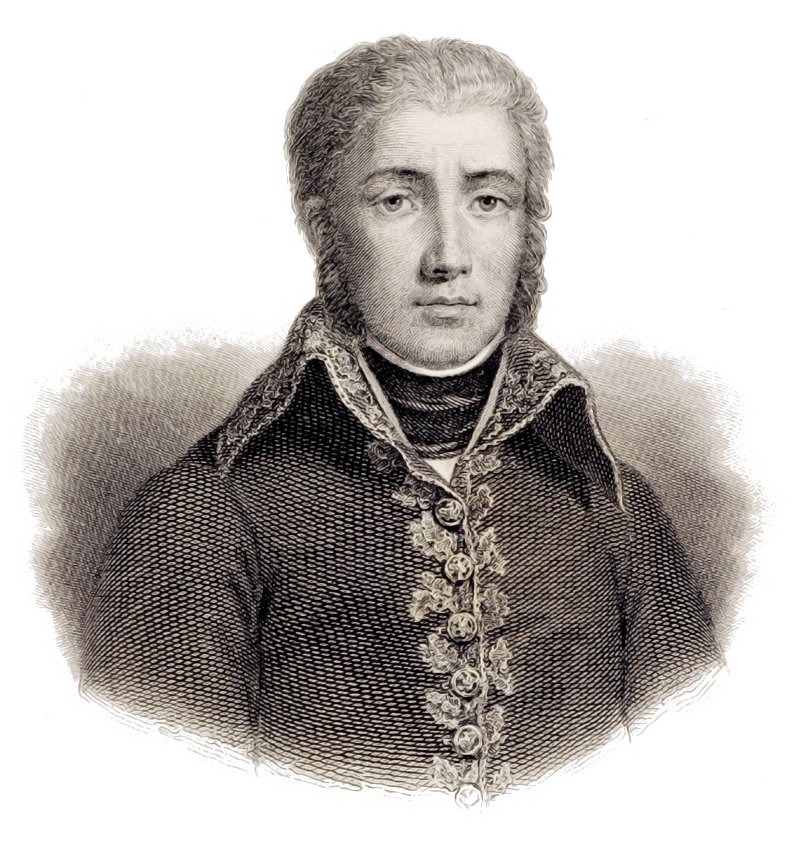
Le général Moreau, sous les ordres duquel sert Caulaincourt en 1799 et 1800.

À son retour en France, en juin 1797, il est félicité par le ministre des Relations extérieures, Talleyrand, puis rendu à ses obligations militaires. Il rejoint le général d'Harville, inspecteur général de la cavalerie de l'Armée de Sambre-et-Meuse, en tant qu'aide de camp. Caulaincourt est alors pleinement satisfait de son emploi, notamment en raison de son goût pour les tâches administratives mais aussi par les nombreux déplacements qu'il doit effectuer. Pour autant, sa promotion n'est pas aussi rapide qu'il le souhaiterait, ce dont il témoigne dans sa correspondance.
La guerre de la Deuxième Coalition éclate et Caulaincourt reçoit enfin un commandement le 9 novembre 1798 en étant nommé chef d'escadron en pied du 8e régiment de cavalerie, cantonné à Sélestat puis à Huningue lorsque son régiment est affecté à la réserve de cavalerie de l'armée. En mars 1799, il prend position entre le Danube et le lac de Constance et, s'il n'intervient pas lors de la bataille de Stockach au cours de laquelle les troupes françaises sont défaites par l'armée autrichienne de l'archiduc Charles, Caulaincourt obtient sa promotion au grade de chef de brigade le 30 juillet 1799. Il prend le commandement du 2e régiment de carabiniers, considéré comme l'élite de la cavalerie, en garnison à Lunéville.
À la fin du mois d'octobre 1799, il traverse le Neckar à Heidelberg. Pris à défaut par une partie de l'armée autrichienne, Caulaincourt et son régiment parviennent à se dégager en faisant une soixantaine de prisonniers. Le 2 novembre, à Heilbronn, il est légèrement blessé en venant au secours d'une colonne d'infanterie attaquée par les troupes du prince Hohenlohe. Le 3 décembre, il est blessé plus sérieusement à Weinheim, occupée par les hussards de Szeckler. En compagnie de son ordonnance, il tombe sous le feu d'une patrouille autrichienne. Atteint de deux coups de feu, il tombe de cheval et ne doit son salut qu'à l'intervention du capitaine Guérin, qui défait les Autrichiens. Après cette campagne, Caulaincourt et son régiment prennent leurs quartiers d'hiver à Fénétrange, en Alsace.
En 1800, l'armée française commandée par le général Moreau remporte de nombreux succès. S'il n'est pas engagé dans les premiers mois de cette campagne, le 2e régiment de carabiniers franchit le Danube le 10 juin à Blindheim, ce qui vaut à Caulaincourt de recevoir les félicitations du général Lecourbe : « Les carabiniers que vous commandez ont encore justifié dans la journée du 30 prairial […] la haute réputation de bravoure dont ce corps jouit depuis si longtemps. Ils ont enfoncé, culbuté l'ennemi, animés par votre exemple. » Il combat ensuite à Ohmenheim pour soutenir le 1er régiment de carabiniers puis reçoit le commandement de la cavalerie détachée au corps d'armée du général Decaen, avec lequel il entre dans Munich le 27 juin. Un armistice est signé quelques jours plus tard à Parsdorf mais les combats reprennent avant la fin de l'année 1800. Caulaincourt et son régiment se distinguent une nouvelle fois lors de la bataille de Hohenlinden, lors de laquelle l'attaque autrichienne est repoussée victorieusement. Le 2e régiment de carabiniers participe à la poursuite de l'ennemi en retraite et prend quatre généraux, plusieurs milliers de soldats et quatorze pièces d'artillerie. L'Autriche est vaincue et la paix signée à Lunéville au début de l'année 1801.

### Première mission à Saint-Pétersbourg
« J'ai eu mon audience particulière de Sa Majesté et des impératrices. […] L'empereur m'a traité avec beaucoup de distinction. […] C'est un des plus beaux hommes de l'Europe. Sa figure douce porte l'empreinte de la bonté de son cœur. »

— Armand de Caulaincourt, Lettre du 23 novembre 1801 (2 frimaire de l'an X) à la comtesse d'Harville

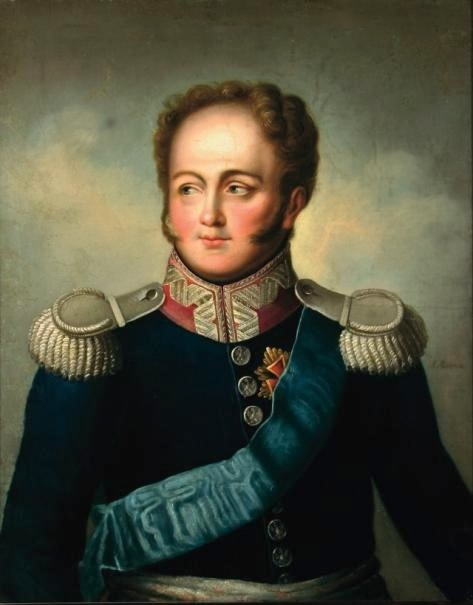
C'est lors de son premier séjour à Saint-Pétersbourg qu'une amitié se noue entre Caulaincourt et le tsar Alexandre Ier.

Après la signature du traité de paix entre la France et la Russie le 9 octobre 1801, négocié par Talleyrand et le comte de Markoff, Napoléon Bonaparte écrit une lettre au tsar Alexandre Ier pour le féliciter de cet accord. Armand de Caulaincourt est choisi pour porter cette lettre, une mission qui doit précéder l'envoi d'un ambassadeur français à Saint-Pétersbourg, le général Hédouville. À travers cette mission, Caulaincourt n'est chargé d'aucun travail de négociation et son rôle est avant tout mondain, mais elle témoigne de la confiance que lui portent Napoléon et Talleyrand, et détermine les responsabilités qui lui seront confiées quelques années plus tard,.
Caulaincourt arrive à Saint-Pétersbourg le 17 novembre 1801. Il y remplace le général Duroc, aide de camp de Bonaparte, envoyé quelques mois plus tôt en Russie pour transmettre les hommages de la France au nouveau tsar. La continuité d'une présence française en Russie est alors nécessaire à Napoléon Bonaparte pour mettre en œuvre une politique de rapprochement avec la Russie contre l'Angleterre, dernière adversaire de la France en Europe. Malgré la signature du traité de paix, cette politique est mise à mal depuis la mort du tsar Paul Ier, ouvertement favorable aux Français au contraire des organisateurs de la conspiration qui a conduit à son assassinat et porté Alexandre sur le trône.
Armand de Caulaincourt est d'abord reçu par le comte Panine et le prince Kotchoubeï, puis il obtient une audience auprès d'Alexandre Ier au cours de laquelle il est immédiatement fasciné par la personnalité du tsar. Maintenu dans la capitale russe jusqu'à l'arrivée de Hédouville fin mai 1802, Caulaincourt ne participe pas de façon déterminante aux affaires qui troublent alors la politique européenne, mais il transmet plusieurs rapports à Talleyrand qui témoignent de la position du tsar sur les questions de politique extérieure et sur sa volonté de renouer les liens commerciaux entre les deux pays ainsi qu'au niveau européen. À ce titre, les nominations d'un consul russe à Marseille et d'un consul français en Crimée sont envisagées. Par ailleurs, Caulaincourt est sollicité par le tsar pour discuter du statut des émigrés français en Russie. Il plaide ainsi leur cause auprès de Napoléon qui finit par accorder le retour en France de certains d'entre eux. C'est notamment le cas du duc de Richelieu ou du comte de Langeron, qui préfèrent cependant rester en Russie.
Caulaincourt intervient également pour régler une affaire mineure qui contrarie les relations entre les deux dirigeants. Un journaliste, arrêté à Paris pour avoir publié des pamphlets hostiles à Napoléon, affirme lors de son interrogatoire avoir été payé pour le faire par le comte de Markoff, ambassadeur du tsar. Ce dernier ayant approuvé la conduite de son représentant, Talleyrand charge Caulaincourt de lui adresser des remontrances tout en traitant l'affaire « avec légèreté et finesse ». Caulaincourt démontre ici son habileté diplomatique en déclarant à Alexandre Ier : « le caractère loyal et franc de Votre Majesté est trop connu pour que le gouvernement français ne démêle pas toujours dans la conduite de son ministre ce qui appartient aux intentions et aux instructions de Votre Majesté Impériale d'avec ce qui peut tenir à de petites vues particulières ou à un caractère d'intrigue,. »
Si son rôle en Russie est avant tout représentatif, il permet cependant à Caulaincourt de nouer un certain nombre de relations au cours des fêtes et réceptions auxquelles il assiste. Il quitte la capitale russe le 27 juin 1802,.

### Aide de camp puis grand écuyer de NapoléonIer

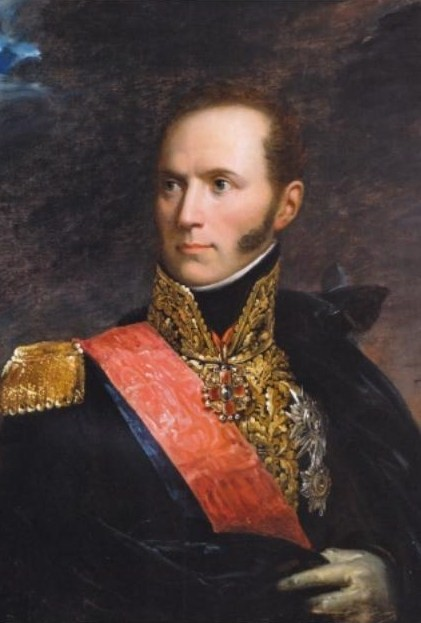
Portrait de Caulaincourt par François Gérard.

De retour à Paris à la mi-août, Armand de Caulaincourt demande immédiatement une permission pour prendre les eaux à Wiesbaden afin d'y soigner une jambe douloureuse et de violents rhumatismes. C'est là qu'il apprend sa nomination au poste d'aide de camp de Napoléon Bonaparte le 30 août 1802. Il ne prend cependant ses fonctions qu'à partir d'octobre après avoir poursuivi sa cure en Allemagne, en séjournant à Aix-la-Chapelle puis Mannheim. Il accompagne dès lors le Premier Consul dans ses nombreux déplacements, notamment dans le nord de la France, et voit le rythme de ses promotions s'accélérer. Le 28 août 1803, il est nommé général de brigade et chargé par Napoléon de la création de la 112e demi-brigade à Bruxelles, dont le recrutement est effectué parmi les anciens soldats et officiers des neuf nouveaux départements belges issus des Pays-Bas autrichiens et annexés quelques années plus tôt. Au terme de sa mission, il est rappelé à Paris et nommé inspecteur général des écuries le 25 septembre suivant. À cette époque, il entretient une relation amoureuse avec Prascovia Chouvalova, l'épouse du prince russe Michel Galitzine, qu'il avait rencontrée à Saint-Pétersbourg en 1801.
Le 10 juillet 1804, quelques semaines après la proclamation de l'Empire, Armand de Caulaincourt est promu grand écuyer au sein de la Maison de l'Empereur. Il reçoit en même temps la présidence du collège électoral du Calvados,. En plus du fonctionnement des écuries impériales, il est notamment chargé de l'agenda de l'Empereur, de l'organisation de ses déplacements et de sa sécurité personnelle en campagne. À partir de l'année suivante, il supervise également l'éducation des pages affectés au service de l'Empereur, une institution créée sous l'Ancien Régime à Versailles et que Napoléon Ier fait revivre mais en y apportant une instruction militaire en plus de celle du service et des bonnes manières. Dans ses différentes fonctions, il est remarqué pour son exigence et l'attention qu'il porte au moindre détail. Lors de la préparation du sacre de Napoléon Ier, il supervise la préparation des attelages ainsi que la construction ou la restauration des carrosses utilisés lors des cérémonies. Le 2 décembre, Caulaincourt commande les quatre escadrons de dragons qui ouvrent le cortège pontifical entre le palais des Tuileries et la cathédrale Notre-Dame. Il est ensuite nommé général de division le 1er février 1805.

### L'affaire du duc d'Enghien
Au début de l'année 1804, Napoléon Bonaparte soupçonne le duc d'Enghien et le général Dumouriez d'être à l'origine d'un complot royaliste visant à la restauration des Bourbons. Suivant les conseils de Talleyrand, le Premier Consul décide d'organiser l'enlèvement du duc d'Enghien, qui réside alors à Ettenheim, en territoire badois. Le 10 mars, le général Ordener reçoit la mission de l'arrêter, tandis qu'Armand de Caulaincourt est chargé de se rendre à Offenbourg pour remettre au baron d'Edelsheim, ministre du prince-électeur Charles Ier de Bade, une lettre de Talleyrand expliquant les raisons de cette opération qui constitue une violation de territoire. Le 12 mars, Caulaincourt se met en route pour Strasbourg puis, deux jours plus tard, franchit le Rhin en compagnie du général Leval et de 200 cavaliers. Après la remise de la lettre par le capitaine Berckeim, à la tête d'un détachement, Caulaincourt et ses troupes rentrent à Strasbourg.
Le 17 mars, il reçoit du Premier Consul l'ordre de transférer le duc d'Enghien vers Paris, une mission confiée au commandant Charles Popp. Incarcéré au fort de Vincennes, le duc est jugé puis fusillé dans la nuit du 20 au 21 mars. Caulaincourt n'apprend la nouvelle de l'exécution que le soir suivant en rendant visite à Joséphine de Beauharnais au château de Malmaison. Il exprime alors immédiatement sa réprobation et s'estime floué sur le but véritable d'une mission qui entache son honneur. Bien que son rôle soit secondaire dans cette affaire, il est directement mis en cause par les royalistes émigrés et reçoit plus tard le surnom de « grand écuyer tranchant »,.

### Ambassadeur en Russie
Du fait de sa fonction de grand écuyer, Caulaincourt accompagne l'Empereur dans ses différentes campagnes à travers l'Europe. En juin 1807, il est présent à Tilsit mais ne participe pas aux discussions franco-russes qui aboutissent à la signature d'un traité de paix le 7 juillet suivant et qui vise notamment à rétablir les relations diplomatiques entre les deux pays. Il refuse le poste d'ambassadeur que lui propose Napoléon et c'est finalement le général Savary qui est envoyé à Saint-Pétersbourg comme plénipotentiaire afin de contrôler la bonne application des clauses secrètes de ce traité. Malgré la bienveillance du tsar Alexandre Ier, Caulaincourt est unanimement rejeté par la Cour en raison de son implication dans l'exécution du duc d'Enghien. Après le retour de Savary, il se montre inflexible en refusant une nouvelle fois le poste d'ambassadeur, mais finit par céder à la demande de Napoléon, notamment grâce à l'intervention du grand maréchal du palais, Duroc. Bien qu'il n'ait aucun attrait pour la mission diplomatique qui l'attend et qu'il se montre inquiet de l'éloignement de la France qu'elle implique, Caulaincourt se résigne à ce nouveau travail car il y trouve un moyen de quitter le service militaire et la possibilité de se marier à Adrienne de Canisy, rencontrée à Munich à la fin de l'année 1805 alors qu'elle vient d'être nommée dame d'honneur de l'impératrice Joséphine,.

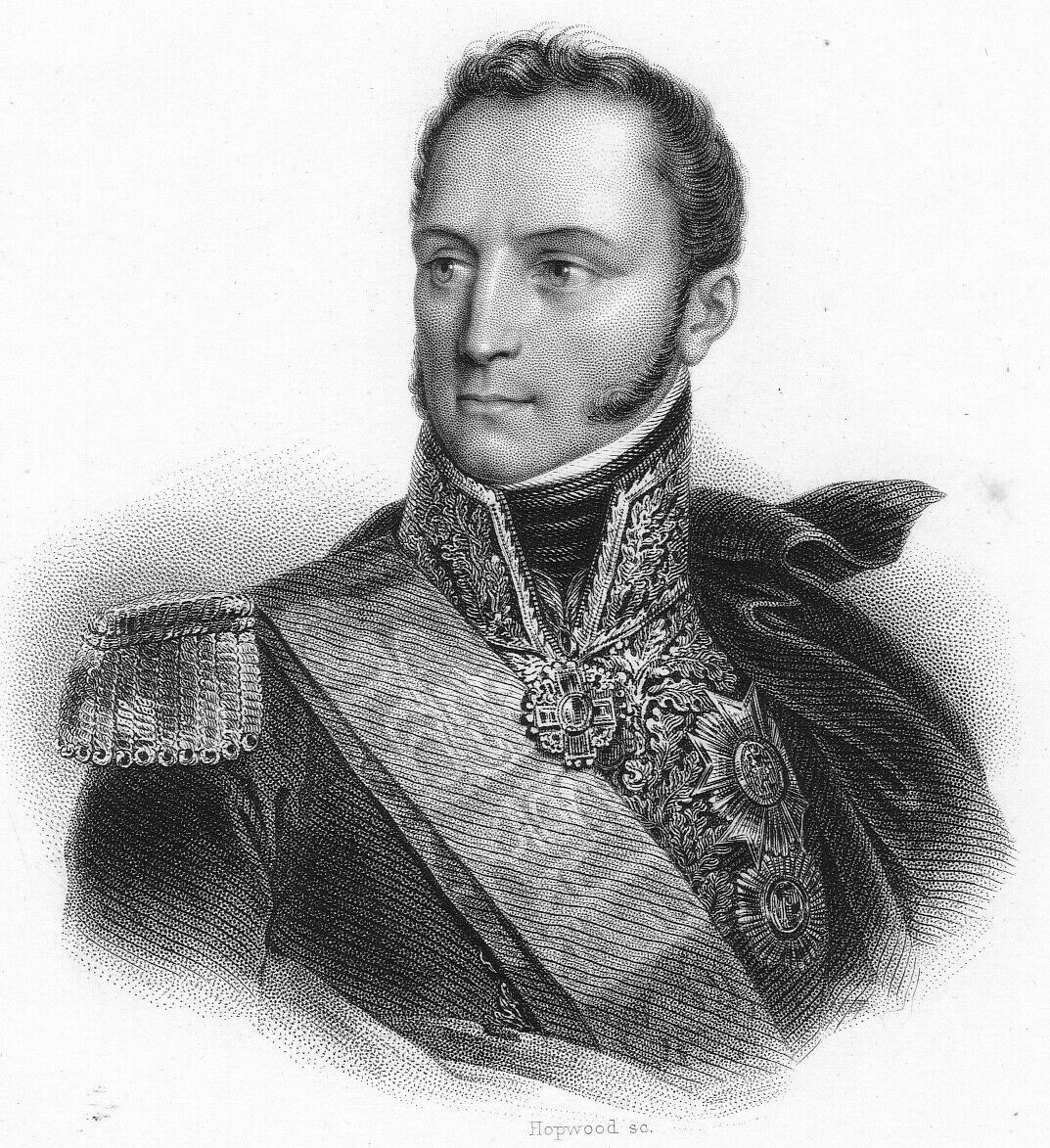
Caulaincourt par James Hopwood le Jeune (gravure de 1845).

La présence d'un homme de confiance en Russie est d'autant plus nécessaire à Napoléon que dans le même temps, le tsar a nommé le comte Tolstoï, un homme froid et rigide, ouvertement hostile à l'alliance franco-russe, ambassadeur à Paris. Des moyens considérables lui sont attribués dans le but de séduire la Cour et la bonne société russe. L'ambassade de France en Russie est alors considérée comme la première ambassade d'Europe, tant par les moyens financiers mis en œuvre que par la quantité du personnel envoyé,.
Caulaincourt arrive à Saint-Pétersbourg le 17 décembre 1807 et rencontre Alexandre Ier trois jours plus tard. Plusieurs missions lui sont confiées par le ministre des Relations extérieures Champagny. La première est d'obtenir que la Russie déclare effectivement la guerre à l'Angleterre, conformément aux dispositions secrètes du traité de paix de Tilsit, et à la suite de la capture de la flotte danoise par les Anglais. De même, il doit proposer à la Russie de menacer l'Angleterre par une expédition conjointe avec la France en direction des Indes. Cette tâche apparaît bien difficile tant la société russe, et notamment la Cour et la noblesse, sont hostiles à la France,.
Pour autant, les deux souverains ont déjà implicitement remis en cause les accords de Tilsit. Si Napoléon Ier n'est pas opposé au maintien de la Russie dans les provinces ottomanes de Moldavie et de Valachie, qu'elle s'était pourtant engagée à quitter, il souhaite une compensation afin que « les deux empires marchent d'un pas égal » et porte ses vues sur la Silésie, au détriment de la Prusse. Il demande alors à Caulaincourt d'obtenir une convention interprétative du traité de Tilsit pour fixer ces décisions, ce que le tsar refuse. Malgré leurs désaccords, les deux empereurs manifestent la volonté de préserver leur alliance. À Saint-Pétersbourg, Caulaincourt joue un rôle essentiel dans cette entente et œuvre en ce sens. Il organise des réceptions somptueuses pour tenter de séduire la bonne société russe, tandis qu'Alexandre Ier multiplie les gestes amicaux envers lui. Très vite, une amitié sincère se tisse entre les deux hommes. Napoléon témoigne sa satisfaction à son ambassadeur en le nommant duc de Vicence le 19 mars 1808. Les négociations autour des questions turques, qui se poursuivent entre Caulaincourt et le ministre russe des Affaires étrangères Nikolaï Roumiantsev, restent au point mort. Elles permettent néanmoins l'organisation d'une entrevue à Erfurt entre les deux souverains au mois d'octobre suivant. Présent à cette rencontre, Caulaincourt n'influe pas sur les débats qui aboutissent à la signature d'une convention renouvelant l'alliance franco-russe mais qui sonne comme un échec pour Napoléon. Celui-ci admet notamment le maintien des Russes en Moldavie et en Valachie, mais ne parvient pas à convaincre le tsar de s'engager fermement auprès de la France dans un éventuel conflit avec l'Autriche.

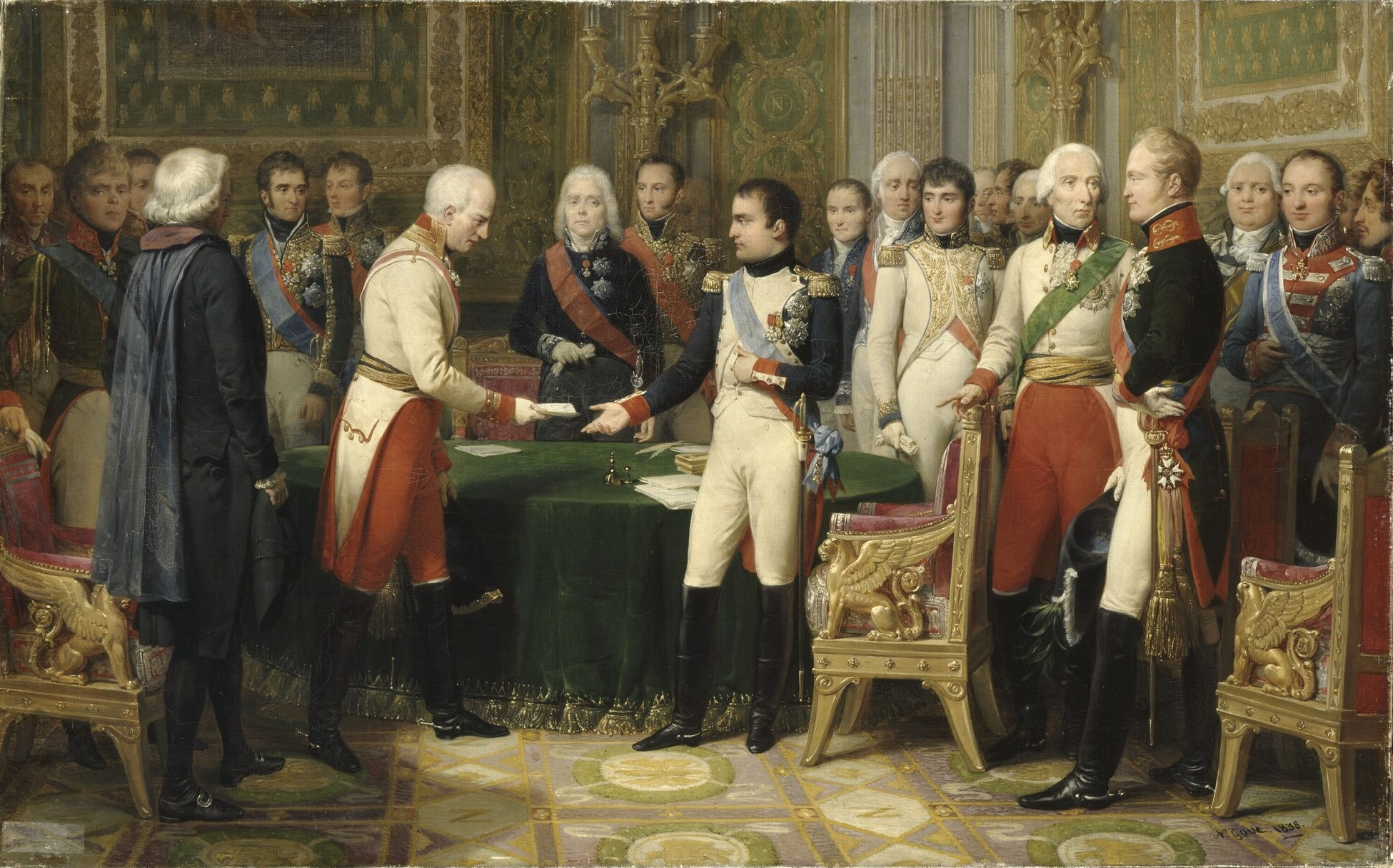
Caulaincourt (à l'arrière-plan et au centre du tableau) assiste à l'entrevue d'Erfurt.

À Erfurt, Caulaincourt obtient cependant plusieurs échanges personnels avec l'Empereur, et refuse notamment le poste de ministre des Relations extérieures que ce dernier lui propose. De retour à Saint-Pétersbourg, ses relations avec le tsar sont toujours chaleureuses et Caulaincourt y occupe le premier rang des ambassadeurs. Par ailleurs, il croit pouvoir défendre l'alliance entre les deux pays alors qu'une nouvelle guerre contre l'Autriche se prépare. Lorsque celle-ci éclate en avril 1809, Caulaincourt presse le tsar de tenir les engagements pris à Erfurt, en vain.
Au début du mois de novembre 1809, Caulaincourt est chargé par Napoléon de demander au tsar la main de sa sœur Anne. L'impératrice Joséphine de Beauharnais ne pouvant avoir d'enfant, la raison d'État pousse Napoléon à divorcer et se remarier avec une princesse européenne pour assurer la pérennité de la dynastie,. Ces négociations sont menées conjointement à celles devant conduire à la signature d'un traité entre la France et la Russie sur la question polonaise. Celui-ci, préparé par Caulaincourt et le ministre Roumiantsev, est ratifié par Alexandre Ier le 5 janvier 1810, mais il est rejeté quelques semaines plus tard par Napoléon, après le refus du tsar de lui accorder la main de sa sœur. Un contre-projet préparé par le ministre Champagny doit alors être défendu à Saint-Pétersbourg par Caulaincourt, mais les négociations sont dans l'impasse. Alors que les tensions entre les deux pays sont de plus en plus vives, son rôle s'amenuise et ne devient plus que représentatif. Conscient que son influence se délite, souffrant également du climat russe et de l'éloignement de Paris, Caulaincourt demande son rappel à Paris, ce qu'il obtient quelques mois plus tard. Le 5 février 1811, Napoléon Ier charge le comte de Lauriston de le remplacer et Caulaincourt quitte définitivement Saint-Pétersbourg le 15 mai suivant. Il est reçu par l'Empereur dès son retour le 5 juin à Saint-Cloud et reprend immédiatement sa charge de grand écuyer qu'il avait conservée nominalement pendant toute la durée de son ambassade.

### De la campagne de Russie à celle d'Allemagne
Comme avant son départ pour la Russie, Caulaincourt accompagne l'Empereur dans ses déplacements mais leurs échanges sont parfois très vifs : son opposition à la guerre contre le tsar que projette Napoléon est connue de tous et Caulaincourt ne se prive pas de critiquer la position française dans ce conflit. Dans les premiers temps de la campagne de Russie, un petit groupe d'hommes proches de l'Empereur défend l'idée que la Grande Armée cesse de poursuivre les Russes et prenne ses quartiers d'hiver à Vitebsk. Parmi eux, Caulaincourt le fait avec « une franchise persistante jusqu'à l'opiniâtreté et impétueuse jusqu'à la violence ». Lors de la bataille de la Moskova, qui provoque de lourdes pertes dans les deux camps, il vit un drame personnel lors de la mort de son frère Auguste, tué au combat.
Si Napoléon se félicite des services rendus par Caulaincourt dans ses fonctions de grand écuyer, notamment pour l'organisation d'une estafette en vue de maintenir la communication avec Paris, il le tient à l'écart sur le plan personnel, lui reprochant son pessimisme permanent. La retraite de Russie rapproche considérablement les deux hommes et Caulaincourt devient le confident de Napoléon, multipliant les entrevues, parfois de nuit. Pendant treize jours, au début du mois de décembre, il accompagne l'Empereur dans son retour à Paris, soignant tous les détails de l'organisation pour que celui-ci s'effectue le plus rapidement possible.
Le 5 avril 1813, Caulaincourt est nommé sénateur. Il est ensuite chargé des négociations de l'armistice avec la Russie et ses alliés, qui est signé à Pleiswitz le 4 juin avec les représentants russe et prussien, Pavel Chouvalov et Friedrich Kleist. Dans le même temps, l'Empereur lui confie à titre provisoire la charge de Grand maréchal du palais après la mort de Duroc à la bataille de Bautzen. Il la conserve jusqu'au 18 novembre suivant, à la nomination de Henri-Gatien Bertrand.
Pendant ce temps, le 12 juillet, Caulaincourt est nommé ministre plénipotentiaire pour la France au congrès de Prague, en compagnie du comte de Narbonne, ambassadeur en Autriche, pour discuter des clauses de paix alors que l'armistice de Pleiswitz est prolongé. Il y traite principalement avec l'Autrichien Metternich, chargé de porter également les intérêts russes et prussiens. Malgré plusieurs tentatives de conciliation, les conditions proposées par chacun des deux camps ne sont pas acceptées par l'autre et le Congrès est clos le 10 août sans aboutir à un accord. Deux jours plus tard, l'Autriche déclare la guerre à la France,. Les combats reprennent le 16 août et Caulaincourt assiste l'Empereur au plus près dans les derniers mois de la campagne d'Allemagne, notamment lors de la déroute de Leipzig en octobre qui conduit Napoléon à un nouveau retour en France.

### Ministre des Relations extérieures

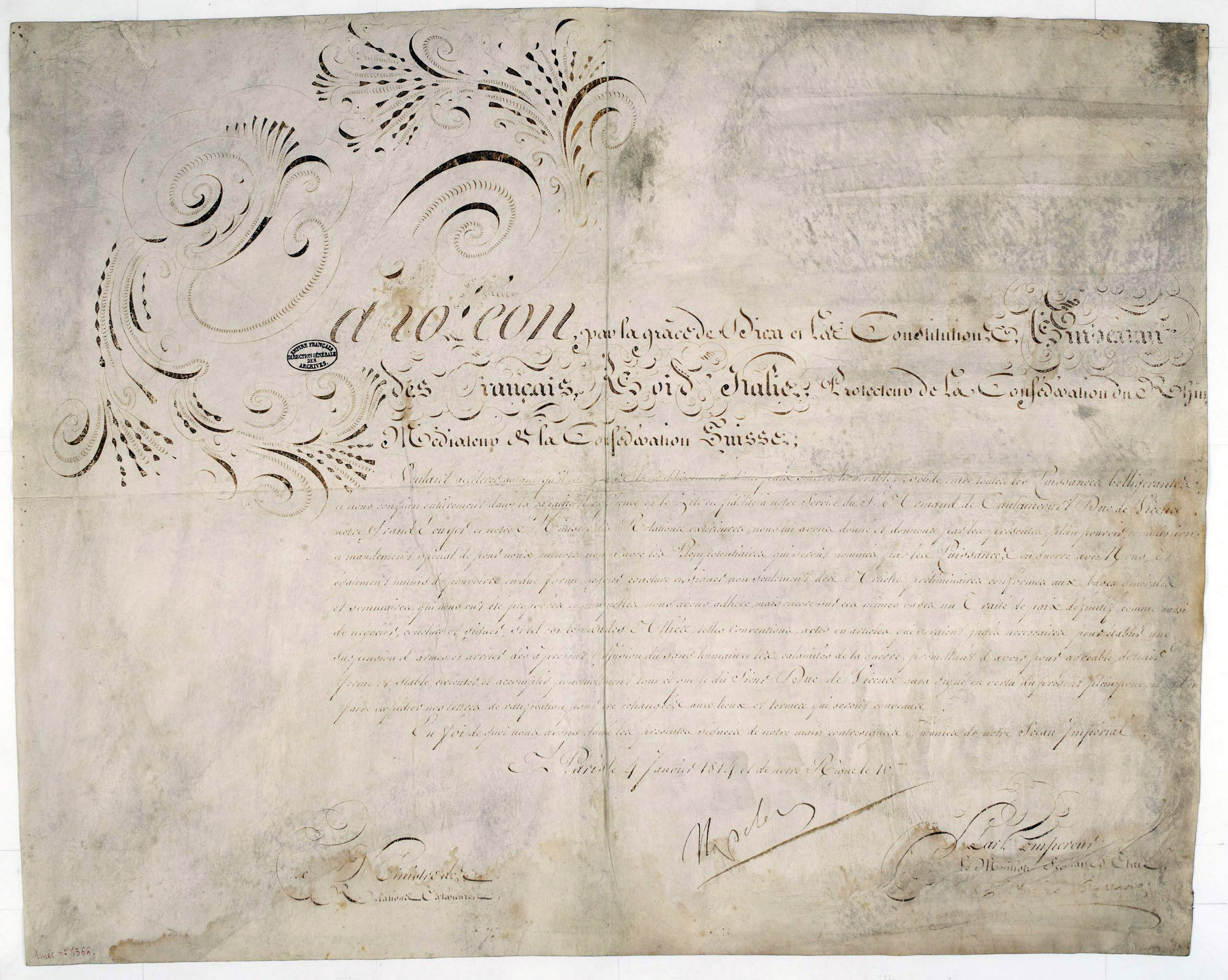
Lettre de Napoléon accordant les pleins pouvoirs à Caulaincourt pour négocier avec les Alliés avant son abdication.

Le 20 novembre 1813, Caulaincourt est nommé ministre des Relations extérieures, en remplacement du duc de Bassano, Hugues-Bernard Maret. Sa marge de manœuvre dans les négociations qu'il mène avec Metternich est très faible : Napoléon n'accepte la paix qu'à condition que la France soit assurée de préserver ses frontières naturelles, à savoir le Rhin et les Alpes, tandis que les Alliés, et en particulier les Anglais, souhaitent qu'elle retrouve ses frontières de 1792, c'est-à-dire sans la ville d'Anvers. Il en est de même lors du congrès de Châtillon, qui se tient du 5 février au 19 mars et où Caulaincourt est esseulé face aux plénipotentiaires alliés. De son côté, l'Empereur, renforcé par plusieurs succès militaires pendant la durée de ce congrès, refuse de céder sur la question des frontières naturelles. Il s'emporte contre le défaitisme de Caulaincourt. Les discussions s'achèvent une nouvelle fois sans accord,.

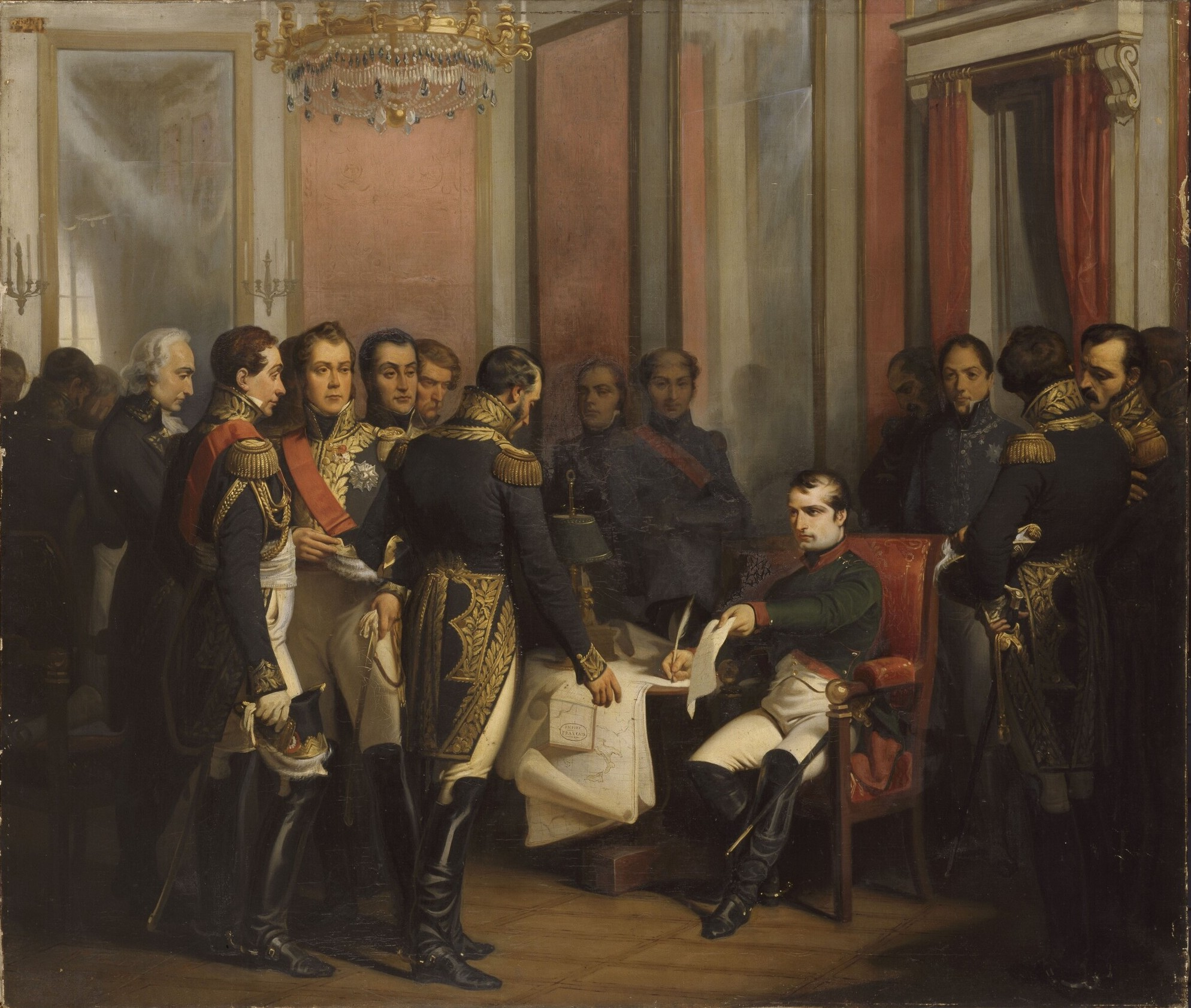
Napoléon signe son abdication à Fontainebleau le 4 avril 1814, tableau de François Bouchot en 1843.

Après la capitulation de Paris le 30 mars 1814, Caulaincourt est envoyé à Paris pour tenter une nouvelle fois de négocier la paix avec les Alliés, mais ceux-ci, le tsar Alexandre en tête, refusent de traiter avec l'Empereur. Afin de préserver le régime impérial, il avance alors la solution d'une régence de l'impératrice Marie-Louise et d'un couronnement de son fils Napoléon II, mais ne peut s'opposer aux manœuvres de Talleyrand en vue d'une Restauration des Bourbons, soutenue par les sénateurs et les Alliés.
De retour à Fontainebleau, Caulaincourt passe la nuit du 3 au 4 avril à s'entretenir avec l'Empereur, déchu la veille par le Sénat, et qui accepte finalement de signer son abdication conditionnelle en faveur de son fils. Caulaincourt, Ney et Macdonald sont chargés de porter cet acte à Paris le jour même mais se heurtent à nouveau au refus intransigeant des Alliés : « Il n'y aura ni régence, ni succession impériale. » Napoléon essaye une nouvelle fois de convaincre ses maréchaux d'attaquer Paris avant de se résigner à signer son abdication sans condition.
Le 11 avril, Caulaincourt et Macdonald signent le traité de Fontainebleau par lequel l'Empereur renonce aux couronnes de France et d'Italie pour recevoir en échange la souveraineté de l'île d'Elbe. Le choix de cette île comme lieu d'exil est soufflé par Caulaincourt au tsar Alexandre en raison notamment de la qualité des ouvrages défensifs de sa principale ville, Portoferraio, ce qui en fait un lieu sûr pour l'Empereur déchu. Dans la nuit du 12 au 13 avril, Napoléon, apparemment souffrant, fait appeler Caulaincourt pour lui transmettre une lettre adressée à l'impératrice. Caulaincourt comprend que l'Empereur a tenté de se suicider en absorbant du poison et fait appeler son médecin. Pris de vomissements, il est finalement sauvé,.

### Première Restauration, les Cent-Jours et le retour de la monarchie

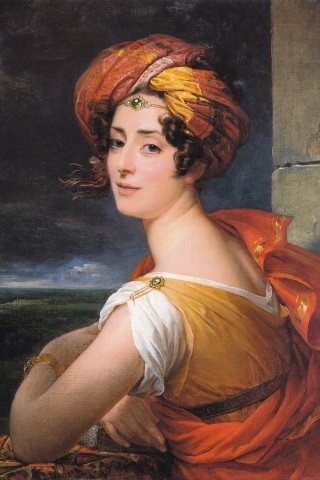
Caulaincourt épouse Adrienne de Canisy en 1814.

Caulaincourt cesse toute fonction officielle après le départ de Napoléon pour l'île d'Elbe. Il est rejeté par la plupart des nobles émigrés de retour en France avec la Restauration, notamment le comte d'Artois, qui lui reproche toujours son implication dans l'assassinat du duc d'Enghien. Le 24 mai 1814, Caulaincourt épouse Adrienne de Carbonnel de Canisy, avec qui il entretient une relation depuis plusieurs années. Un premier enfant, Adrien, naît de cette union le 13 février suivant.
Alors que la nouvelle du débarquement de Napoléon à Golfe-Juan se répand à Paris, Caulaincourt se cache dans un premier temps car il craint des représailles de la part des royalistes : il figure en effet sur une liste de personnalités connues pour leur attachement à l'Empereur, dressée par le duc de Blacas. Le 20 mars, apprenant que Napoléon se rapproche de la capitale, il quitte Paris en compagnie de Charles de Flahaut pour rejoindre l'Empereur. De nouveaux réunis, ils arrivent au palais des Tuileries que le roi Louis XVIII a quitté précipitamment. Caulaincourt reprend immédiatement ses fonctions de ministre des Relations extérieures, mais sa mission diplomatique est délicate dans la mesure où les puissances alliées ont rappelé leurs ambassadeurs à Paris et qu'elles ne souhaitent aucune discussion ni négociation avec leurs interlocuteurs français. Son soutien fidèle lui vaut les faveurs de l'Empereur, qui le consulte notamment pour établir la liste des membres de la Chambre des pairs héréditaires qu'il souhaite créer.
Le 21 juin, trois jours après la défaite de Waterloo, Caulaincourt est chargé de prononcer un discours à la Chambre des représentants pour présenter la situation diplomatique aux députés. Le lendemain, il porte l'acte d'abdication de l'Empereur à la Chambre, accompagné de Joseph Fouché et Denis Decrès. La Chambre décide alors la nomination d'une commission de gouvernement de cinq membres élus par les deux chambres pour assurer le pouvoir exécutif Fouché, Carnot, Grenier, Quinette et Caulaincourt, qui obtient 55 voix sur les 70 votants à la Chambre des Pairs, forment cette Commission Napoléon II qui siège du 23 juin au 8 juillet. Caulaincourt cède alors son poste de ministre des Relations extérieures à Louis Bignon.

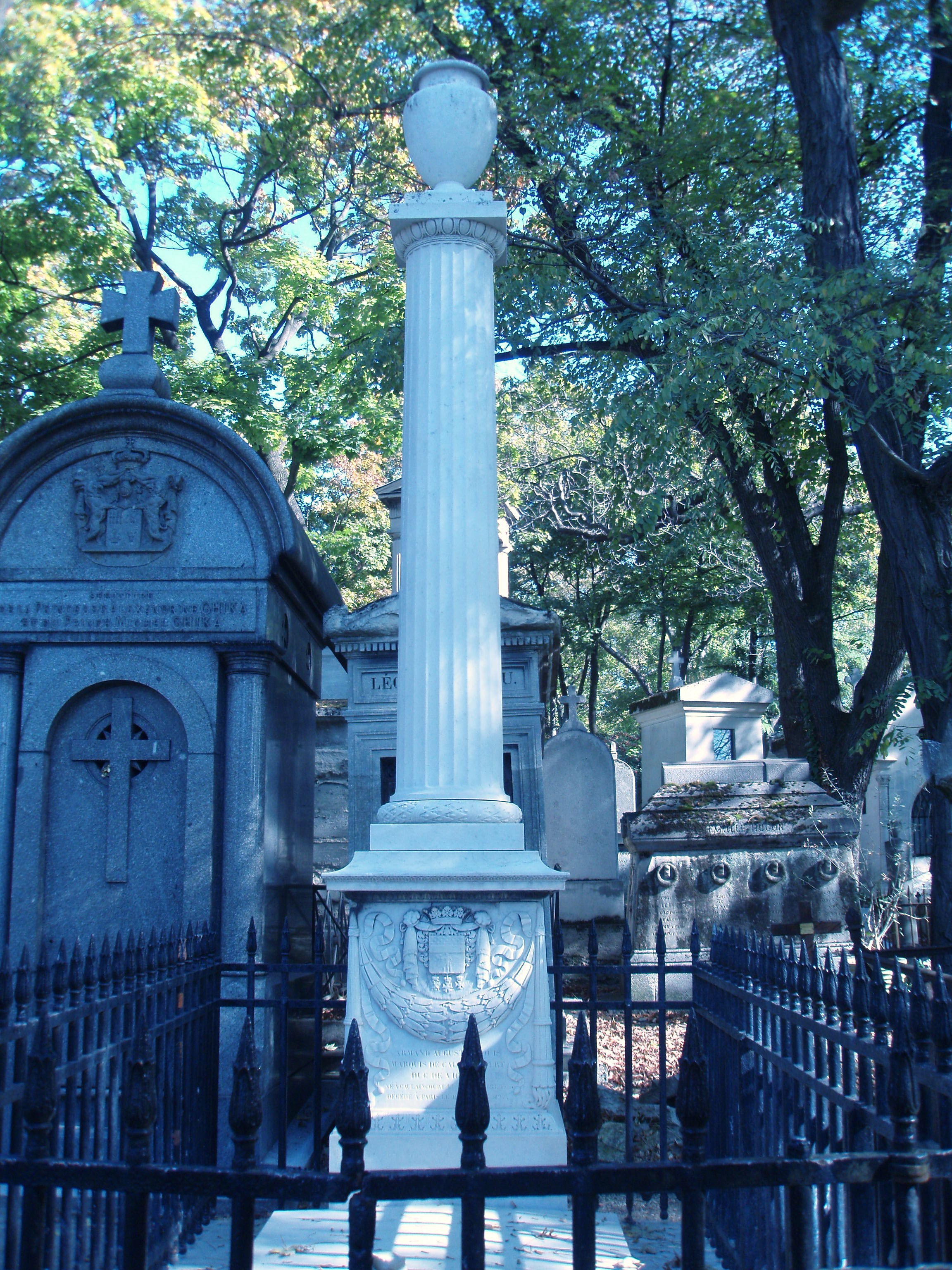
Tombe de Caulaincourt au cimetière du Père-Lachaise.

La commission cesse ses travaux après le retour de Louis XVIII sur le trône. Joseph Fouché, qui en était le président et avait œuvré pour cette Seconde Restauration, obtient la fonction de ministre de la Police. Il dresse immédiatement une liste de personnalités condamnées pour avoir servi Napoléon pendant les Cent-Jours. Le nom de Caulaincourt y figure, mais il est retiré après l'intervention du tsar Alexandre Ier. Par ce geste, ce dernier témoigne de son amitié indéfectible pour l'ancien ambassadeur de France à Saint-Pétersbourg, mais il refuse pourtant de le recevoir alors qu'il réside à l'Élysée depuis la seconde abdication de Napoléon.
Le retour de la monarchie marque la fin de la carrière politique de Caulaincourt. Dès lors, il partage sa vie entre Paris et ses terres de l'Aisne qu'il s'attache particulièrement à faire prospérer. Son deuxième fils, Hervé, naît le 13 mars 1819. L'année suivante, un ouvrage qui traite de la campagne de 1814 et cite une partie de sa correspondance avec Napoléon pendant le congrès de Châtillon est publié à Paris. Caulaincourt adresse alors une lettre à plusieurs journaux pour affirmer qu'il n'a communiqué cette correspondance à personne et pour apporter quelques précisions qu'il juge nécessaires à ce qui est présenté dans le livre. Dans cette lettre, il utilise à plusieurs reprises le terme « Empereur » pour désigner Napoléon, ce qui lui vaut d'être inquiété. Les milieux royalistes y voient une atteinte à la personne et à l'autorité du roi. Une action en justice est intentée contre Caulaincourt, mais la Cour déclare finalement qu'il n'y a pas lieu de le poursuivre pour cette qualification inconvenante.
Atteint d'un cancer de l'estomac, il meurt le 19 février 1827 à Paris. Il est inhumé au cimetière du Père-Lachaise, près du carré des maréchaux d'Empire.

## Regards contemporains et postérité

### Personnalité
Tout au long du règne de Napoléon, Caulaincourt est l'un de ses plus fidèles soutiens. En 1814, après la défaite française lors de la bataille de Paris, avec Maret, il est l'un des deux seuls ministres à rester auprès de Napoléon à Fontainebleau jusqu'à son abdication. De même, il accepte immédiatement de reprendre son poste de ministre après le retour de l'Empereur lors des Cent-Jours.
Quel que soit le jugement que les historiens portent sur les actions et la personnalité de Caulaincourt, tous s'accordent sur la nature de ses motivations. Ils lui refusent la volonté d'un enrichissement personnel ou d'assurer son propre avenir politique, et louent son attachement à la personne de l'Empereur jusqu'à la fin du régime. Sa fidélité ne l'empêche pas pour autant de défendre des vues opposées à celles de Napoléon. En réalité, tout au long de sa carrière diplomatique, Caulaincourt défend le « parti de la paix », une expression qui rassemble les personnalités qui ont tenté de s'opposer aux ambitions hégémoniques de Napoléon. Convaincu que seule la paix et l'équilibre des puissances en Europe peut préserver la puissance française et l'œuvre napoléonienne contre un retour des Bourbons ou des troubles révolutionnaires qui la mettraient en péril, il a souvent cherché à convaincre l'Empereur de la nécessité de signer la paix définitive.
L'historien Olivier Varlan affirme que, par son action, Caulaincourt veut avant tout défendre les intérêts de Napoléon et préserver le régime impérial. Lors du congrès de Prague, Caulaincourt confie au diplomate autrichien Metternich : « Vous ne voyez pas en moi le représentant des lubies de l'Empereur, mais de son intérêt véritable et de celui de la France. […] Ramenez-nous en France par la paix ou par la guerre, et vous serez béni par 30 millions de Français, et par tous les serviteurs et amis éclairés de l'Empereur ». Ainsi, Caulaincourt considère que ceux qui confortent Napoléon dans ses ambitions hégémoniques ne sont pas de bons serviteurs. Il justifie en cela les critiques parfois sévères qu'il adresse à Napoléon, de même que les dérives de son action diplomatique. Olivier Varlan oppose ainsi l'éthique de Caulaincourt, fort d'un dévouement et d'un soutien sans faille à l'empereur, à celle d'autres personnalités du régime comme Talleyrand, qui cherchent à assurer leur carrière politique au-delà de la chute de l'Empire par leurs nombreux revirements. Si les discussions entre les deux hommes sont parfois houleuses, Napoléon voit en Caulaincourt « un homme de cœur et de droiture ».

### L'ennemi des royalistes

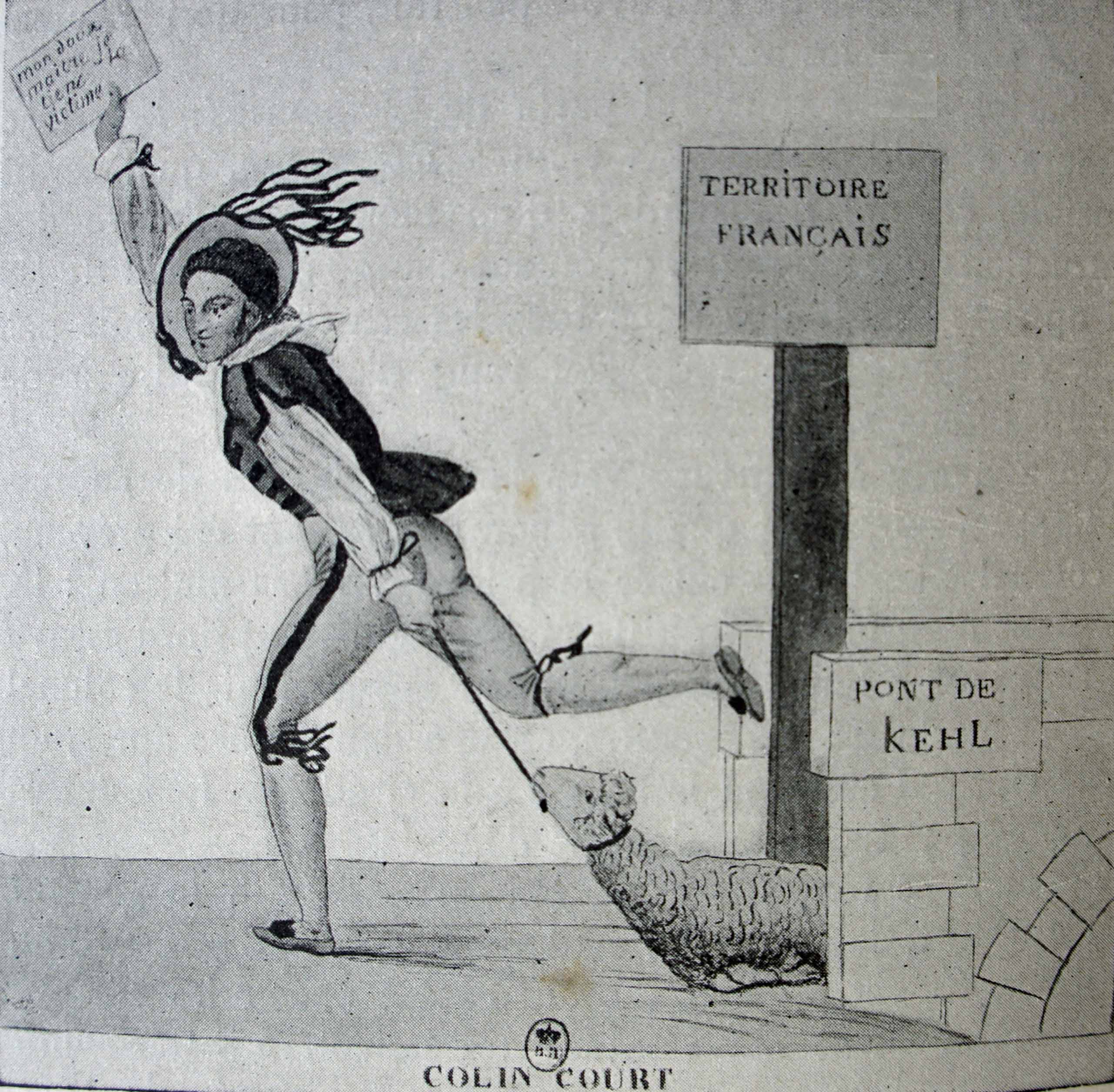
L'aide de camp « Colin court » ramenant le duc d'Enghien, figuré par un mouton, au passage du pont de Kehl.

La participation de Caulaincourt dans l'affaire du duc d'Enghien, bien qu'indirecte, lui vaut d'être la cible de critiques acerbes de la part des royalistes qui le condamnent presque unanimement. D'autres se montrent plus mesurés, comme François-René de Chateaubriand qui, dans ses Mémoires d'outre-tombe, affirme que « Caulaincourt n'est coupable que d'avoir accepté le prix du sang ».
Les historiens et biographes de Caulaincourt se sont interrogés sur les raisons qui ont poussé Napoléon Bonaparte à le choisir pour cette mission. Si Jean Hanoteau, l'éditeur de ses Mémoires, considère que sa nomination est le simple fait du hasard, puisque Caulaincourt est l'aide de camp de service le 10 mars, d'autres penchent pour une simple recommandation de la part de Talleyrand. À l'inverse, Antoine d'Arjuzon considère qu'il s'agit d'un choix personnel du Premier Consul : Caulaincourt ayant effectué une partie de sa carrière militaire en Allemagne sous les ordres de son principal rival, le général Moreau, impliqué dans le complot et arrêté quelques semaines plus tôt, ainsi que sous les ordres du général Lecourbe, soutien de Moreau, le désigner serait un moyen de le détacher définitivement de ce clan, en cette période de tension. Ainsi, la comtesse de Rémusat, reprochant à Bonaparte d'avoir impliqué son aide de camp, rapporte la réponse que lui fait le Premier Consul : « Il ne m'en servira que mieux ».

### La «trahison» de Caulaincourt?
En juin 1811, quand Napoléon rappelle son ambassadeur à Paris, il lui reproche avec véhémence de faire le jeu du tsar Alexandre en soutenant la paix et en affirmant qu'une opération militaire en Russie aurait des conséquences désastreuses. Pendant cette période de disgrâce, qui court jusqu'au déclenchement de la campagne de Russie en juin 1812, Caulaincourt entretient les relations avec ses amis russes et notamment le diplomate Charles Robert de Nesselrode, qui est alors conseiller d'ambassade à Paris pour la Russie. Ce dernier correspond secrètement avec le comte Mikhaïl Mikhaïlovitch Speranski, un proche du tsar, et mentionne à plusieurs reprises ses liens étroits avec Talleyrand, disposé à offrir ses services à la Russie moyennant finances, et avec Caulaincourt, qui « se conduit très bien et de manière à justifier l'estime et la confiance que le tsar a eues pour lui ». C'est sur la base de ces échanges que des historiens, en premier lieu Frédéric Masson et Antoine de Tarlé, ont porté contre lui des accusations de trahison à l'égard du régime. Ils le suspectent notamment de jouer un double jeu et de révéler des informations aux Russes. Au contraire, Jean Hanoteau, qui édite les Mémoires de Caulaincourt en 1933, a démontré en s'appuyant sur la table de déchiffrement des codes qu'utilise Nesselrode dans ses lettres que « loin de divulguer des informations militaires capitales, Caulaincourt s'est donc borné à demander l'envoi à Paris d'un négociateur ferme et prêt à négocier et à conclure sur tout, espérant encore préserver une paix en laquelle plus personne ne croit. »
Une autre accusation de trahison porte sur son attitude lors des négociations de l'armistice de Pleiswitz en 1813. Il y obtient plusieurs entrevues privées avec le représentant russe Pavel Chouvalov et au cours desquelles ses déclarations sont ambiguës : Caulaincourt ne se contente pas d'évoquer l'idée d'une paix séparée avec la Russie, conformément aux consignes données par Napoléon, mais se montre défaitiste quant à l'état de faiblesse dans lequel se trouve l'armée française. Il engage les troupes russes à profiter de cette situation avant que la France ne reçoive des renforts. L'échec de l'armée française lui apparaît alors comme la seule possibilité de conclure la paix au plus vite. Dans sa correspondance avec le tsar, Chouvalov témoigne de sa perplexité à l'égard de l'attitude singulière de Caulaincourt et de ses déclarations répétées. Il s'interroge : ou bien Caulaincourt est sincère dans son désir de paix, ou bien ses déclarations découlent d'une manœuvre de Napoléon qui souhaite que les Russes agissent avant que les troupes autrichiennes ne commencent leurs opérations, fissurant ainsi la coalition que doit affronter la France. Alexandre, préférant ne prendre aucun risque, choisit de ne pas accorder d'importance aux révélations de Caulaincourt et assure son soutien indéfectible à ses alliés autrichiens, par l'intermédiaire de Nesselrode. Bien qu'elles n'aient eu finalement aucune incidence sur le cours de la guerre, les insinuations portées par Caulaincourt à Chouvalov lors de leurs entrevues ont eu pour effet d'alimenter les accusations de trahison portées contre lui, comme le montre ce jugement de l'archiviste Paul Bailleu : « Était-ce de la ruse ou de la franchise ? Pour moi, […], je suis tout disposé à croire que nous avons là une nouvelle […] preuve de cette conspiration en faveur de la paix que nous voyons de bonne heure se former autour de l’empereur Napoléon. » Le fait que Caulaincourt ait cherché à taire ses entrevues avec Chouvalov dans sa correspondance tend à prouver que le grand écuyer a outrepassé les limites de la mission que lui a confiée l'empereur. Il apparaît également que les révélations faites par Caulaincourt sont souvent illusoires : les effectifs qu'il donne pour les différents corps sont inexacts, de même que les unités qu'il présente comme isolées ont pour la plupart remporté des succès importants face aux troupes russes et prussiennes dans les jours qui précèdent les négociations. C'est la raison pour laquelle Jean Hanoteau ne souscrit pas à la trahison de Caulaincourt, d'autant plus que le seul témoignage de son attitude ambiguë repose sur la correspondance qu'entretient Chouvalov avec le tsar.

## Descendance

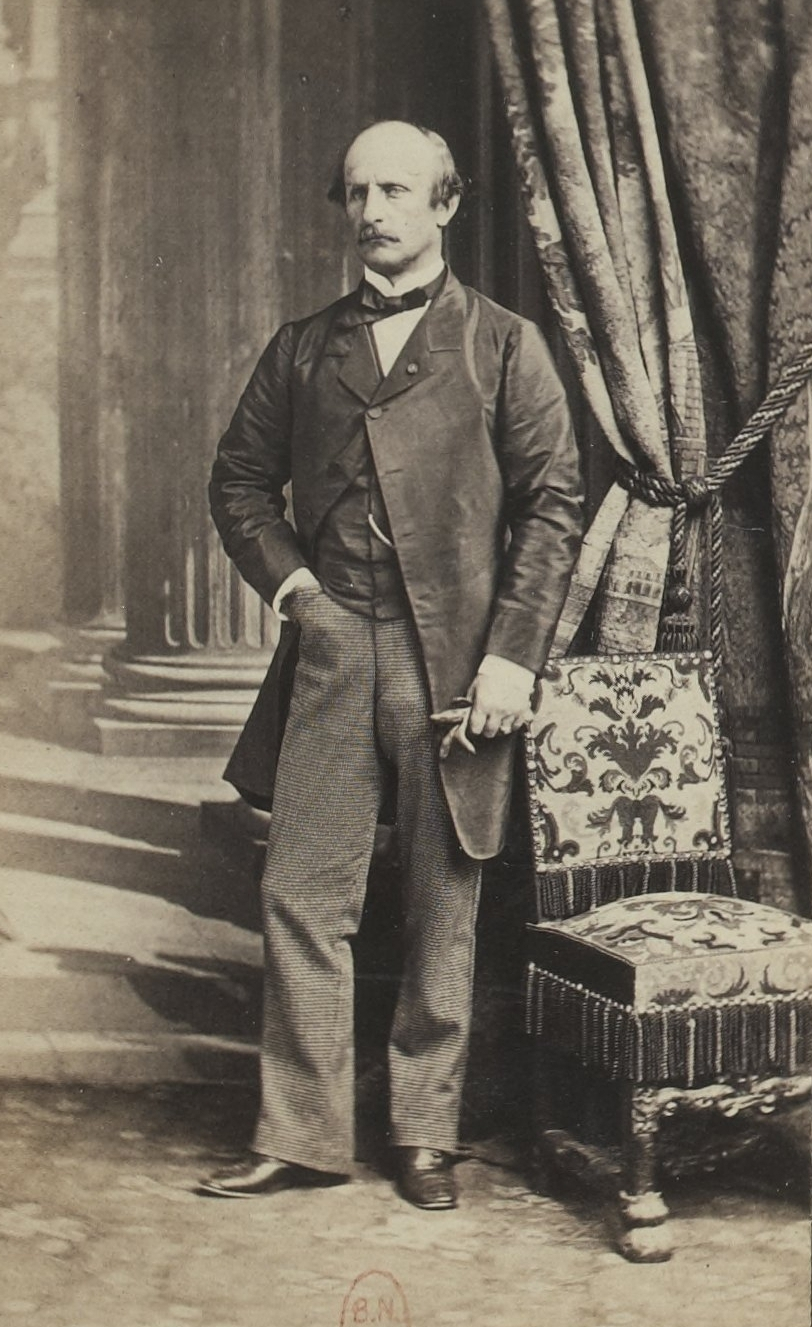
Hervé de Caulaincourt, deuxième fils d'Armand.

Armand de Caulaincourt épouse Adrienne de Carbonnel de Canisy le 24 mai 1814. Ils ont deux fils, Adrien, né le 13 février 1815, et Hervé, né le 23 mars 1819. Ce dernier meurt sans postérité en 1865, tandis que son frère aîné n'a que trois filles, si bien que le titre de duc de Vicence accordé par l'empereur en 1808 s'éteint dès la deuxième génération.
Les deux fils d'Armand de Caulaincourt effectuent une carrière politique. Sénateur du Second Empire, Adrien est également conseiller général du canton de Roisel et président du Conseil général de la Somme, tandis que Hervé est député du Calvados sous la Deuxième République puis le Second Empire.

## Œuvres
Armand de Caulaincourt est l'auteur de En traîneau avec l'Empereur, un récit tiré des quatorze jours et quatorze nuits qu'il passe avec Napoléon lors de leur retour en France depuis la Russie en 1812. Ce témoignage est réédité en 2002 par les éditions Arléa. Par ailleurs, ses mémoires en trois volumes sont édités à Paris en 1933 par Jean Hanoteau.

## Honneurs et décorations
Le nom d'Armand de Caulaincourt, de même que celui de son frère, est gravé sous l'arc de triomphe de l'Étoile. Une rue de Paris, située dans le 18e arrondissement porte son nom.
Personnage important de l'Empire, Armand de Caulaincourt apparaît dans la littérature évoquant cette période. Il est l'un des personnages de la pièce Napoléon Bonaparte d'Alexandre Dumas, un drame en six actes publié en 1831, de même que dans le roman La Bataille de Patrick Rambaud, paru en 1997 et qui reçoit le Prix Goncourt et le Grand prix du roman de l'Académie française la même année.
Comme les principaux personnages de l'Empire, Armand de Caulaincourt cumule les décorations et les distinctions, qu'elles soient françaises ou étrangères. Il est ainsi, :
- Grand aigle de la Légion d'honneur ;
- Chevalier de l'Ordre de Saint-Hubert de Bavière ;
- Chevalier de l'Ordre de la Couronne de Saxe ;
- Chevalier de l'Ordre de la Fidélité de Bade ;
- Chevalier de l'Ordre de Saint-André de Russie ;
- Grand-Croix de l'Ordre de Saint-Joseph de Wurtzbourg ;
- Chevalier de l'Ordre impérial de Léopold d'Autriche.

En juin 2019, ces décorations font l'objet d'une exposition au musée de la Légion d'honneur, à Paris.

## Cinéma
- Napoléon (2002). Le rôle de Armand de Caulaincourt est joué par l'acteur allemand Heino Ferch.
- Napoléon (2023). Le rôle de Armand de Caulaincourt est joué par l'acteur britannique Ben Miles.